# آریا جانسون
آریا جانسون (به انگلیسی: Aria Johnson) رقصنده، خواننده، ترانه‌پرداز و بازیگر آمریکایی است.